# Manulea caledonica
Manulea caledonica är en flenörtsväxtart som beskrevs av O.M. Hilliard. Manulea caledonica ingår i släktet Manulea och familjen flenörtsväxter. Inga underarter finns listade i Catalogue of Life.